# Japanische Schriftstellervereinigung
Die Japanische Schriftstellervereinigung (jap. 公益社団法人日本文藝家協会, Kōeki Shadanhōjin Nihon Bungeika Kyōkai, engl. Japan Writers' Association) ist eine gemeinnützige Gesellschaft und berufsbezogene Interessenvertretung für professionelle Autorinnen und Autoren in Japan. Die Organisation ist seit 2011 als gemeinnützige Körperschaft staatlich anerkannt und hat ihren Sitz im Bungeishunjū-Gebäude im Stadtteil Kioichō, Tōkyō. Die derzeitige geschäftsführende Direktorin ist die Schriftstellerin Mariko Hayashi (Stand: Mai 2025).

## Geschichte
Die Vereinigung wurde 1926 durch den Zusammenschluss der japanischen Dramatiker- und Romanautorenverbände gegründet. Erster Präsident war der Schriftsteller Kikuchi Kan. Während des Zweiten Weltkriegs wurde die Organisation 1942 aufgelöst und in die Japanische Literarische Patriotische Gesellschaft eingegliedert, jedoch 1946 wiedergegründet. Ab 1948 wurde eine geschäftsführende Direktion eingesetzt, während das Amt des Präsidenten 1984 abgeschafft wurde. 1990 sorgte die abgelehnte Aufnahme des wegen mehrfachen Mordes verurteilten Autors Norio Nagayama für öffentlichen Protest und den Austritt mehrerer prominenter Mitglieder.

## Struktur und Aufgaben
Die Vereinigung zählt rund 2200 Mitglieder. Sie ist in ordentliche Mitglieder (hauptsächlich Schriftstellerinnen und Schriftsteller) und assoziierte Mitglieder (z. B. Erben von Autorenrechten) unterteilt. Die Hauptaufgaben bestehen in der Sicherung der Rechte und Interessen von Autorinnen und Autoren, der Förderung der Meinungsfreiheit sowie dem Schutz geistigen Eigentums.
Darüber hinaus ist die Vereinigung in der Verwaltung des Literatenfriedhofs (文学者の墓, Bungakusha no haka) im Fuji-Reien-Friedhof (富士霊園) in Shizuoka involviert. Sie ist Trägerin eines eigenen Urheberrechtszentrums, Gründungsmitglied der Dachorganisation Verband der Urheberrechtsorganisationen (著作権団体連合, Chosakuken dantai rengō) und Mitträgerin des Nationalen Krankenversicherungsfonds für Kunst und Literatur (文芸美術国民健康保険組合, Bungei bijutsu kokumin kenkōhoken kumiai).

## Publikationen
Die Vereinigung gibt jährlich mehrere literarische Sammelwerke und Nachschlagewerke heraus:
- Bungaku Nenkan (文学年鑑, Literarisches Jahrbuch, Shinchōsha)
- Bungaku (文学, Literatur, Kōdansha)
- Daihyō Saku Jidai Shōsetsu (代表作時代小説, Daihyō-saku jidai shōsetsu, Historische Romane – Die wichtigsten Werke, Kōbunsha)
- Tanpen Besuto Korekushon (短編ベストコレクション, Sammlung der besten Kurzgeschichten, Tokuma Shoten)
- Besuto Essei (ベスト・エッセイ, Beste Essays, Mitsumura Tosho)

## Kontroversen
Im Jahr 1990 wurde der Antrag des Autors Norio Nagayama auf Mitgliedschaft in der Vereinigung zurückgestellt, was viele als De-facto-Ablehnung auffassten. Nagayama hatte im Alter von 19 Jahren 4 Menschen bei Raubüberfällen getötet, wofür er zum Tode verurteilt wurde. Im Strafvollzug verfasste er zahlreiche Bücher, darunter auch 2 Bestseller. Wegen seiner Nichtaufnahme in die Vereinigung traten mehrere Mitglieder, darunter Kenji Nakagami, Karatani Kōjin und Yasutaka Tsutsui, aus Protest aus. Der Schriftsteller Yō Henmi kritisierte den Vorgang in seinem Essayband Me no Tansaku (眼の探索, Die Suche des Auges, 2001) als Ausdruck konservativer Haltung und mangelnden Verständnisses für gesellschaftliche Verantwortung.

## Vorsitzende

### Präsidenten (bis 1984)
- 1926–1942: Kikuchi Kan
- 1946–1948: Kikuchi Kan
- 1949–1951: Hirotsu Kazuo
- 1951–1961: Aono Suekichi
- 1961–1972: Niwa Fumio
- 1972–1984: Yamamoto Kenkichi

### Geschäftsführende Direktoren (ab 1948)
- 1948–1952: Funahashi Seiichi
- 1952–1956: Ishikawa Tatsuzō
- 1956–1969: Niwa Fumio
- 1969–1972: Inoue Yasushi
- 1972–1984: Yamamoto Kenkichi
- 1984–1988: Noguchi Fujio
- 1988–1994: Miura Shūmon
- 1994–1999: Etō Jun
- 1999–2000: Yoshimura Akira (kommissarisch)
- 2000–2002: Takai Yūichi
- 2002–2007: Kuroi Senji
- 2007–2010: Sakaue Hiroshi
- 2010–2016: Shino Hiroshi
- 2016–2020: Dekune Tatsurō
- seit 2020: Hayashi Mariko